# Саутсајд Плејс (Тексас)
Саутсајд Плејс (енгл. Southside Place) град је у америчкој савезној држави Тексас. По попису становништва из 2010. у њему је живело 1.715 становника.

## Демографија
Према попису становништва из 2010. у граду је живело 1.715 становника, што је 169 (10,9%) становника више него 2000. године.
| Група             | 2000.         | 2010.         |
| Белци             | 1.343 (86,9%) | 1.229 (71,7%) |
| Афроамериканци    | 16 (1,0%)     | 44 (2,6%)     |
| Азијати           | 64 (4,1%)     | 264 (15,4%)   |
| Хиспаноамериканци | 100 (6,5%)    | 137 (8,0%)    |
| Укупно            | 1.546         | 1.715         |